# رواية قنبل عن ابن كثير
رواية قنبل عن ابن كثير أحد روايات القرآن الكريم، رواها أبو عمرو قنبل محمد بن عبد الرحمن المخزومى بالولاء (165 هـ - 291 هـ) شيخ القراء بالحجاز، عن ابن كثير المكي وهو عبد الله أبو معبد العطار الدارى الفارسي الأصل إمام أهل مكة في القراءة، وأما الخلاف بين راويي ابن كثير البزي وقنبل إنما هو في كلمات قليلة.

## أنظر أيضًا
- رواية البزي عن ابن كثير.